# Williams FW43
Chronologie des modèles (2020)
Williams FW42 Williams FW43B
La Williams FW43 est la monoplace de Formule 1 engagée par l'écurie britannique Williams Racing dans le cadre du championnat du monde de Formule 1 2020. Elle est pilotée par le Canadien Nicholas Latifi, qui remplace Robert Kubica, et par le Britannique George Russell. Les pilotes-essayeurs sont l'Israélien Roy Nissany et le Britannique Jack Aitken.

## Résultats en championnat du monde de Formule 1

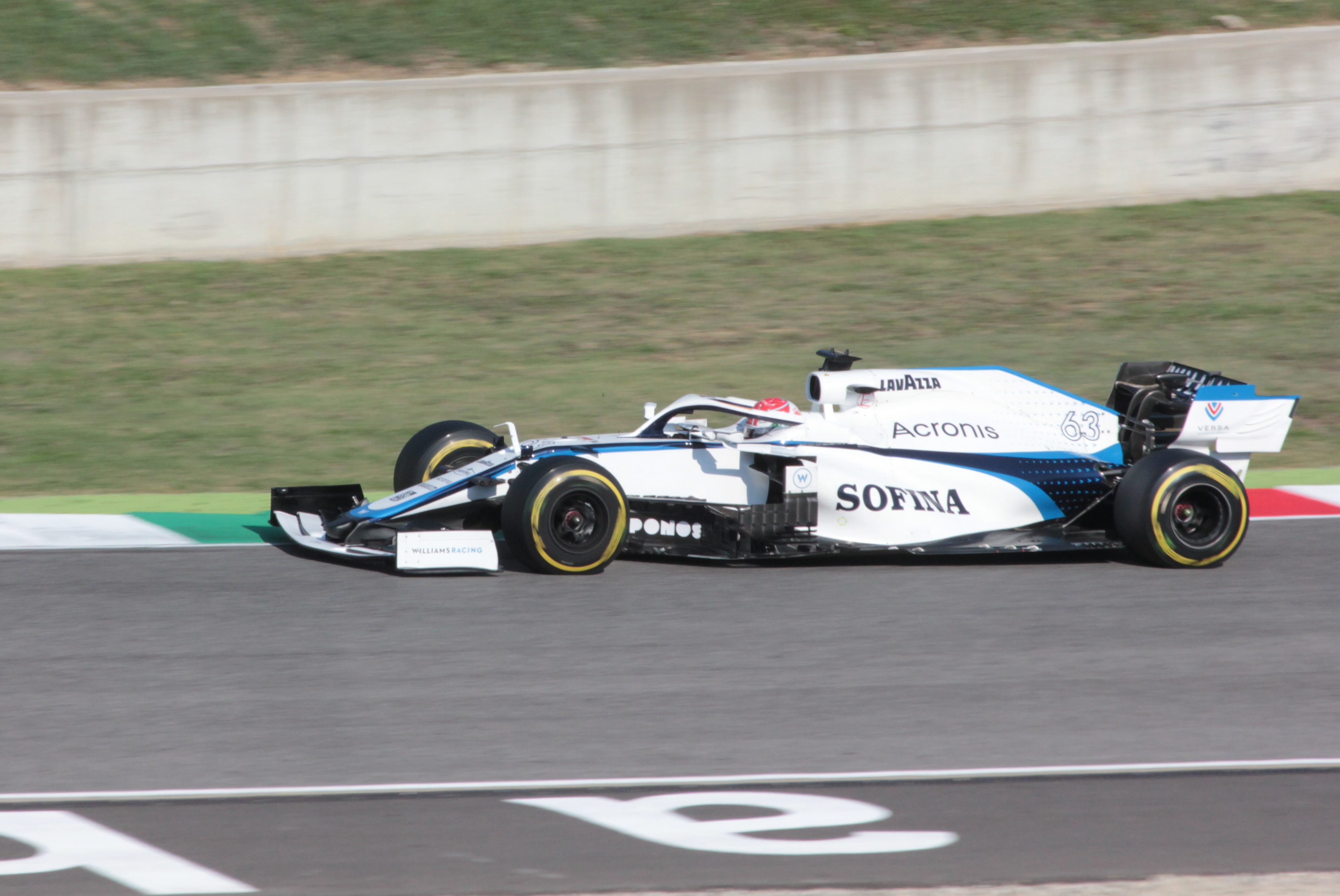
George Russell au Grand Prix de Toscane 2020.

| Saison | Écurie          | Moteur                        | Pneus   | Pilotes         | Courses | Courses | Courses | Courses | Courses | Courses | Courses | Courses | Courses | Courses | Courses | Courses | Courses | Courses | Courses | Courses | Courses | Points inscrits | Classement |
| Saison | Écurie          | Moteur                        | Pneus   | Pilotes         | 1       | 2       | 3       | 4       | 5       | 6       | 7       | 8       | 9       | 10      | 11      | 12      | 13      | 14      | 15      | 16      | 17      | Points inscrits | Classement |
| ------ | --------------- | ----------------------------- | ------- | --------------- | ------- | ------- | ------- | ------- | ------- | ------- | ------- | ------- | ------- | ------- | ------- | ------- | ------- | ------- | ------- | ------- | ------- | --------------- | ---------- |
| 2020   | Williams Racing | Mercedes-AMG F1 M10 EQ Power+ | Pirelli |                 | AUT     | STY     | HON     | GBR     | 70e     | ESP     | BEL     | ITA     | TOS     | RUS     | EIF     | POR     | E-R     | TUR     | BAH     | SAK     | ABU     | 0               | 10e        |
| 2020   | Williams Racing | Mercedes-AMG F1 M10 EQ Power+ | Pirelli | Nicholas Latifi | 11e     | 17e     | 19e     | 15e     | 19e     | 18e     | 16e     | 11e     | Abd.    | 16e     | 14e     | 18e     | 11e     | Abd.    | 14e     | Abd.    | 17e     | 0               | 10e        |
| 2020   | Williams Racing | Mercedes-AMG F1 M10 EQ Power+ | Pirelli | George Russell  | Abd.    | 16e     | 18e     | 12e     | 18e     | 17e     | Abd.    | 14e     | 11e     | 18e     | Abd.    | 14e     | Abd.    | 16e     | 12e     |         | 15e     | 0               | 10e        |
| 2020   | Williams Racing | Mercedes-AMG F1 M10 EQ Power+ | Pirelli | Jack Aitken     |         |         |         |         |         |         |         |         |         |         |         |         |         |         |         | 16e     |         | 0               | 10e        |

Légende : ici 